# Robert Schuman
Jean-Baptiste Nicolas Robert Schuman (Lussemburgo, 29 giugno 1886 – Scy-Chazelles, 4 settembre 1963) è stato un politico francese, ritenuto uno dei padri fondatori dell'Unione europea.
Sottosegretario di Stato durante la Terza Repubblica, ministro degli affari esteri durante la Quarta Repubblica, due volte presidente del Consiglio dei ministri, Schuman è stato anche presidente del Parlamento europeo.
È considerato uno dei padri fondatori della costruzione europea insieme a Jean Monnet, Altiero Spinelli, Konrad Adenauer, Johan Willem Beyen, Paul-Henri Spaak, Joseph Bech e Alcide De Gasperi. In occasione dell'anniversario della dichiarazione da egli tenuta il 9 maggio 1950, dal 1985 si celebra la Giornata dell'Europa.
La Chiesa cattolica ha avviato il processo canonico per la sua beatificazione. Il 19 giugno 2021, è stato dichiarato venerabile da papa Francesco.

## Biografia

### Origini
Schuman nacque il 29 giugno 1886 a Clausen, quartiere di Lussemburgo, da padre lorenese di nascita francese, diventato cittadino tedesco dopo l'annessione della Lorena alla Prussia nel 1871. La madre era lussemburghese, ma acquisì la cittadinanza tedesca col matrimonio.

### Formazione
Visse a Lussemburgo per tutta l'infanzia e la giovinezza, con sua nonna, diplomandosi sia lì sia successivamente a Metz, all'epoca città tedesca. Alla fine della formazione secondaria Schuman parlava correntemente tedesco, francese e lussemburghese. Compì gli studi universitari in giurisprudenza in Germania, a Bonn, Berlino, Monaco di Baviera e Strasburgo e nel giugno 1912 aprì uno studio di avvocato a Metz.
Allo scoppio della prima guerra mondiale, Schuman venne riformato per motivi di salute.

### Carriera politica
La carriera politica di Schuman cominciò verso la fine della guerra, quando nel 1918 divenne consigliere comunale a Metz. Dopo l'armistizio del novembre 1918 l'Alsazia-Lorena passò dalla Germania alla Francia e nel 1919 Schuman venne eletto per conto dell'Unione Repubblicana Lorenese al Parlamento francese come deputato della Mosella. Ricoprì questo incarico ininterrottamente fino al 1940. A partire dal 1936 fu anche consigliere generale del dipartimento della Mosella.
Dopo lo scoppio della seconda guerra mondiale, nel marzo 1940 Schuman venne nominato sottosegretario per i rifugiati. Il 16 giugno venne confermato in tale posizione nell'ambito del primo governo Pétain e il 10 luglio 1940 votò a favore della concessione dei pieni poteri al maresciallo Pétain. Si spostò dal sud della Francia a Metz, capitale della Lorena, per raggiungere i suoi concittadini, in larga parte scacciati dalle loro case dalla occupazione tedesca, il cui obiettivo era l'integrazione immediata con il Reich. Tuttavia dopo poco tempo la Gestapo, che ormai controllava ampie zone della Francia, arrestò Schuman per la sua attività politica a favore dei rifugiati, e lo imprigionò prima a Metz e poi a Neustadt an der Weinstraße. Riuscito a evadere, nell'agosto 1942 raggiunse la zona libera. 
Nel 1946 Schuman tornò a essere eletto al Parlamento francese come deputato della Mosella e continuò a rivestire tale carica fino al 1962. Venne eletto nelle file del Movimento Repubblicano Popolare. Il 24 giugno 1946 Schuman venne nominato Ministro delle finanze, poi il 24 novembre 1947 divenne Presidente del Consiglio e lo rimase fino al 26 luglio 1948. Subito dopo, e fino all'8 gennaio 1953, fu Ministro degli esteri. In tale veste Schuman fu un protagonista dei negoziati che si svolsero nel dopoguerra e che portarono alla creazione del Consiglio d'Europa, della NATO e della CECA. L'ultimo incarico governativo ricoperto da Schuman fu quello di Ministro della giustizia, tra il 23 febbraio 1955 e il 24 gennaio 1956.

### Padre dell'Europa

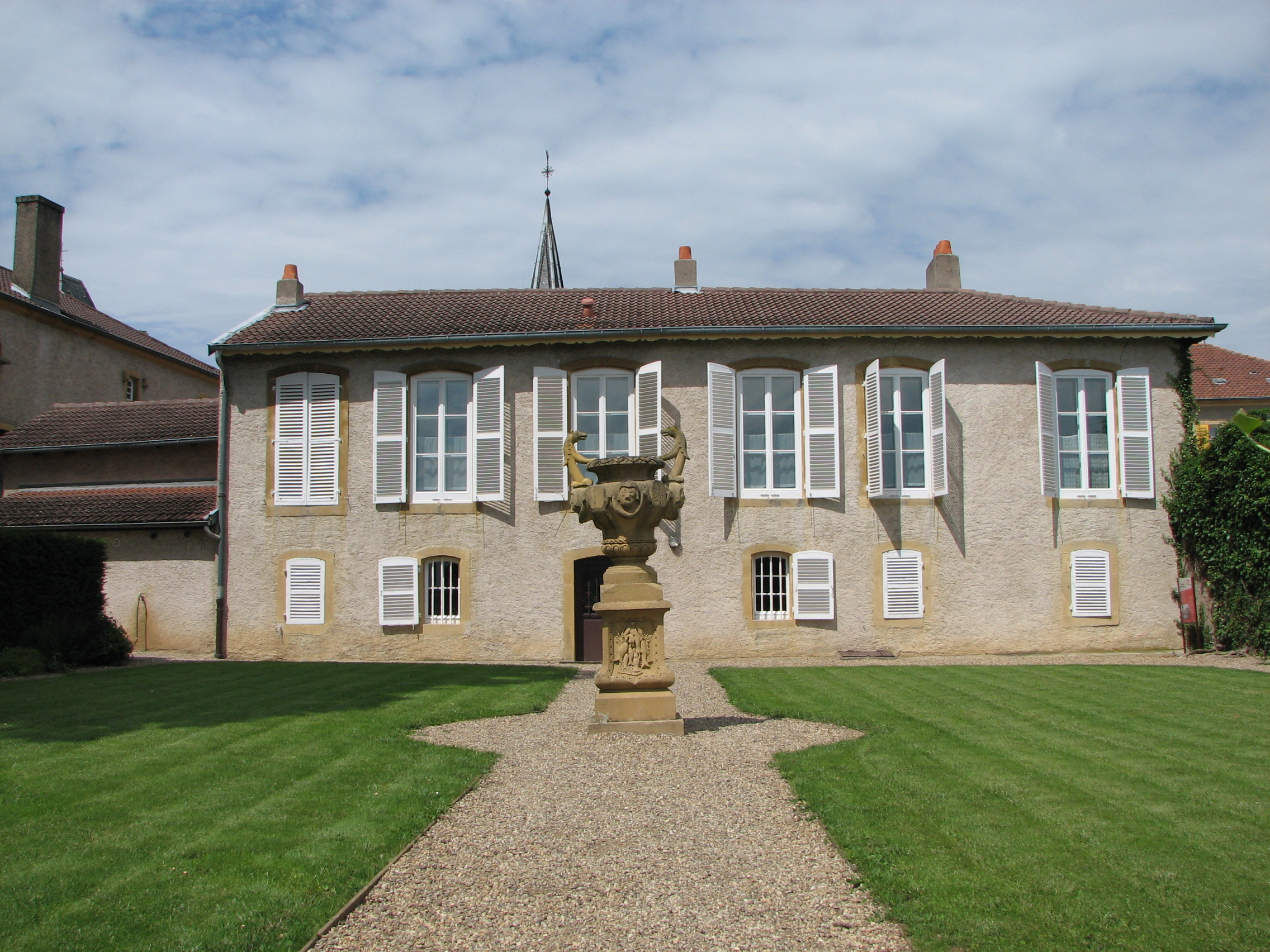
Casa di Robert Schuman a Scy-Chazelles

Il 9 maggio 1950 Schuman, su ispirazione anche di Jean Monnet, presentò la sua proposta di creazione graduale di una "federazione europea", indispensabile per il mantenimento di pacifiche relazioni a lungo termine in Europa. In particolare, come prima tappa Schuman propose la creazione di una "comunità del carbone e dell'acciaio" con cui Francia e Germania Ovest - ma anche gli altri Paesi europei interessati - avrebbero messo in comune la gestione di tali risorse strategiche. La Dichiarazione Schuman portò alla creazione della CECA e costituì il punto di partenza del processo di integrazione europea che condusse poi alla formazione dell'Unione europea. Per ricordare tale origine, il 9 maggio viene celebrata annualmente la Giornata dell'Europa.
Dal 19 marzo 1958 al 1960 Schuman è stato il primo presidente dell'Assemblea parlamentare europea, eletto all'unanimità. Alla fine del suo mandato l'Assemblea parlamentare europea proclamò Schuman "padre dell'Europa".
Nel 1962 si ritirò dalla vita politica e si spense l'anno successivo nella sua casa di Scy-Chazelles, nei pressi di Metz.
Sepolto inizialmente nel cimitero della cittadina, nel 1966 le sue spoglie sono state tumulate nella chiesa di San Quintino di Scy-Chazelles, situata in prossimità della sua casa.

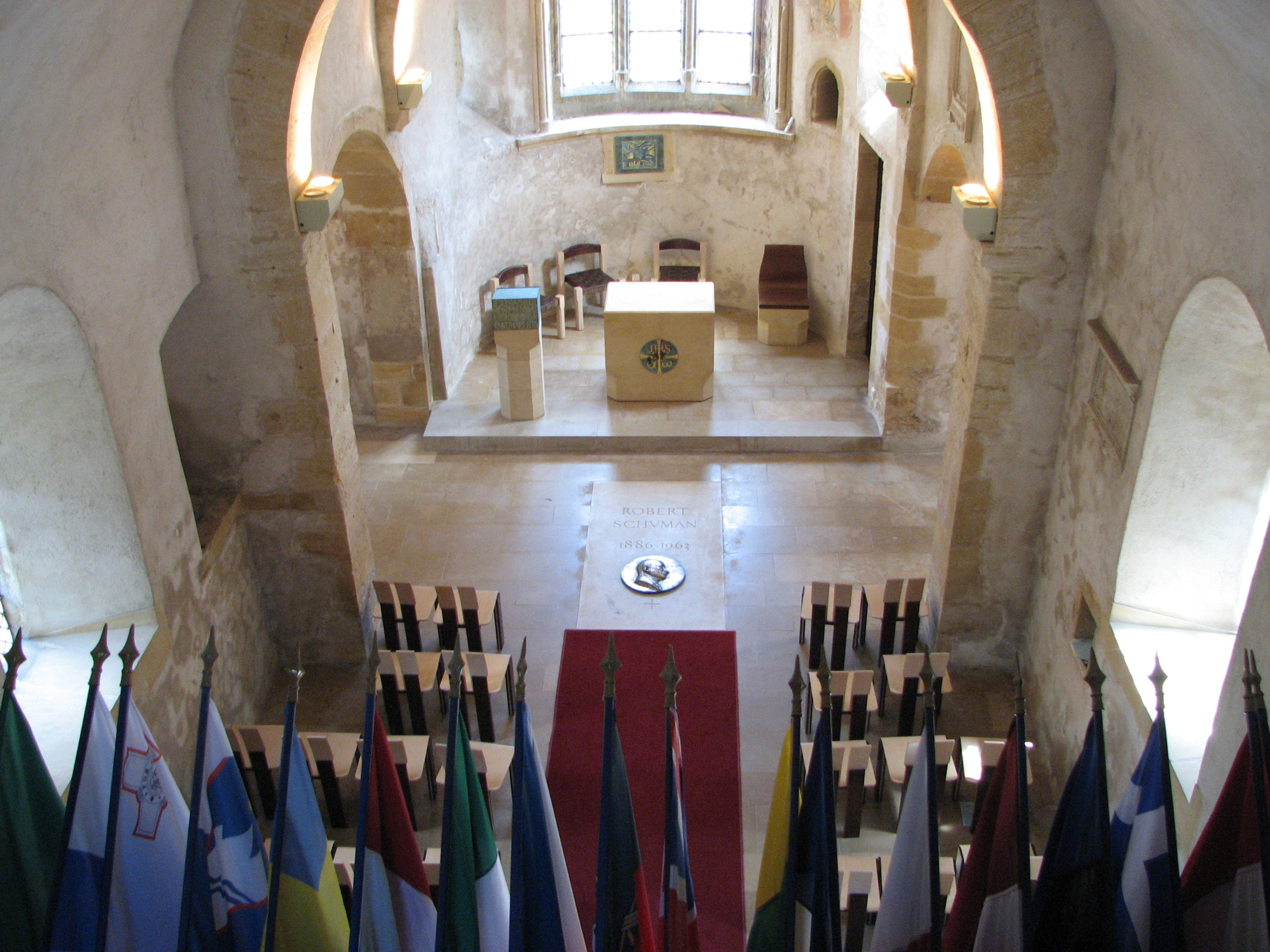
Tomba di Robert Schuman nella chiesa di San Quintino a Scy-Chazelles

## Causa di beatificazione
Il 9 giugno 1990 il vescovo di Metz, monsignor Pierre Raffin, autorizzò l'apertura del processo di beatificazione. Schuman fu proclamato Servo di Dio nel maggio del 2004, con la conclusione del processo diocesano. I documenti sono stati inviati in Vaticano, dove la Congregazione per le cause dei santi sta studiando il dossier. Il 19 giugno 2021, in un'udienza concessa al cardinale Marcello Semeraro, papa Francesco ha autorizzato la Congregazione per le cause dei santi a promulgare il decreto circa le virtù eroiche del servo di Dio Robert Schuman, che può così essere definito venerabile.

## Riconoscimenti

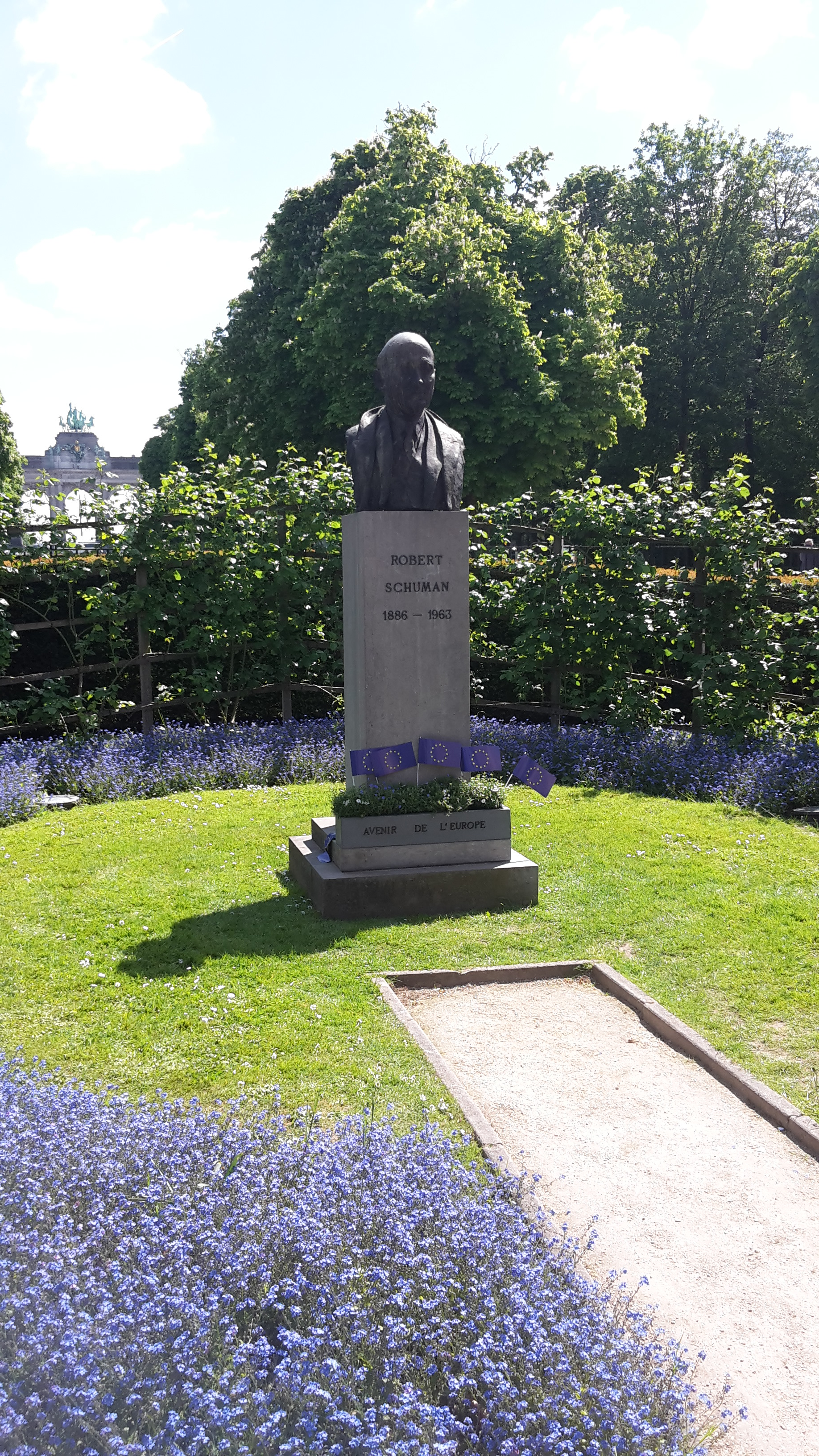
Busto di Robert Schuman nel Parco del Cinquantenario

- Nella città di Bruxelles esistono a suo nome: una stazione del metro, una piazza e una stazione ferroviaria (Bruxelles-Schuman in francese e Brussel-Schuman in fiammingo). Inoltre, nel 1987 nella stessa città fu inaugurato un busto in suo onore all'entrata del Parco del Cinquantenario. L'opera è dello scultore belga Nat Neujean[9].
- Nell'interno del parlamento a Strasburgo si trova un altro monumento a Robert Schumann[senza fonte], un busto bronzeo opera dello scultore Cesarino Vincenzi.
- Numerose città in tutta Europa gli hanno dedicato delle strade, piazze e scuole. In Belgio le città di Nivelles, Otignies, Louvain-la-Neuve, gli hanno dedicato una via. In Francia le città di Strasburgo, Colmar, Mons-en-Baroeul, Saint Saulve, Hœnheim, gli hanno dedicato una strada. In Germania gli hanno reso omaggio, tra le altre, le città di Colonia, Achern, Dortmund, Oberkirch, Kehl. In Spagna Murcia e Salamanca gli hanno dedicato delle piazze. In Italia gli hanno dedicato una via Ispra, Vercelli, Novi Ligure, Piazzola sul Brenta.
- Numerosi premi sono stati istituiti alla sua memoria da parte del Parlamento europeo, della Fondazione Robert Schuman, dall'università di Bonn, dalle città di Lussemburgo, Metz, Treviri e Saarbrücken.